# Sophie Bledsoe Aberle
Sophie Bledsoe Aberle (21 de julio de 1899-octubre de 1996) era una antropóloga, médica y nutricionista estadounidense conocida por su trabajo con la gente del pueblo. Fue una de las dos mujeres que fueron nombradas por primera vez a la Junta Nacional de Ciencias.

## Primeros años y educación
Aberle nació en 1899 de Albert y Clara S. Herrick en Schenectady, Nueva York. Su abuela paterna y tocaya fue la escritora Sophia Bledsoe Herrick. Sophie fue educada en casa y tuvo un breve matrimonio a los 21 años que le dio el apellido de Aberle.
Aberle comenzó a asistir a la Universidad de California en Berkeley, pero se cambió a la Universidad de Stanford, obteniendo una licenciatura en 1923, una maestría en 1925 y un doctorado en genética en 1927. Luego asistió a la escuela de medicina, obteniendo un doctorado de la Universidad de Yale en 1930. Mientras estudiaba, trabajó como asistente de histología, embriología y neurología, y como instructora de antropología.

## Carrera e investigación

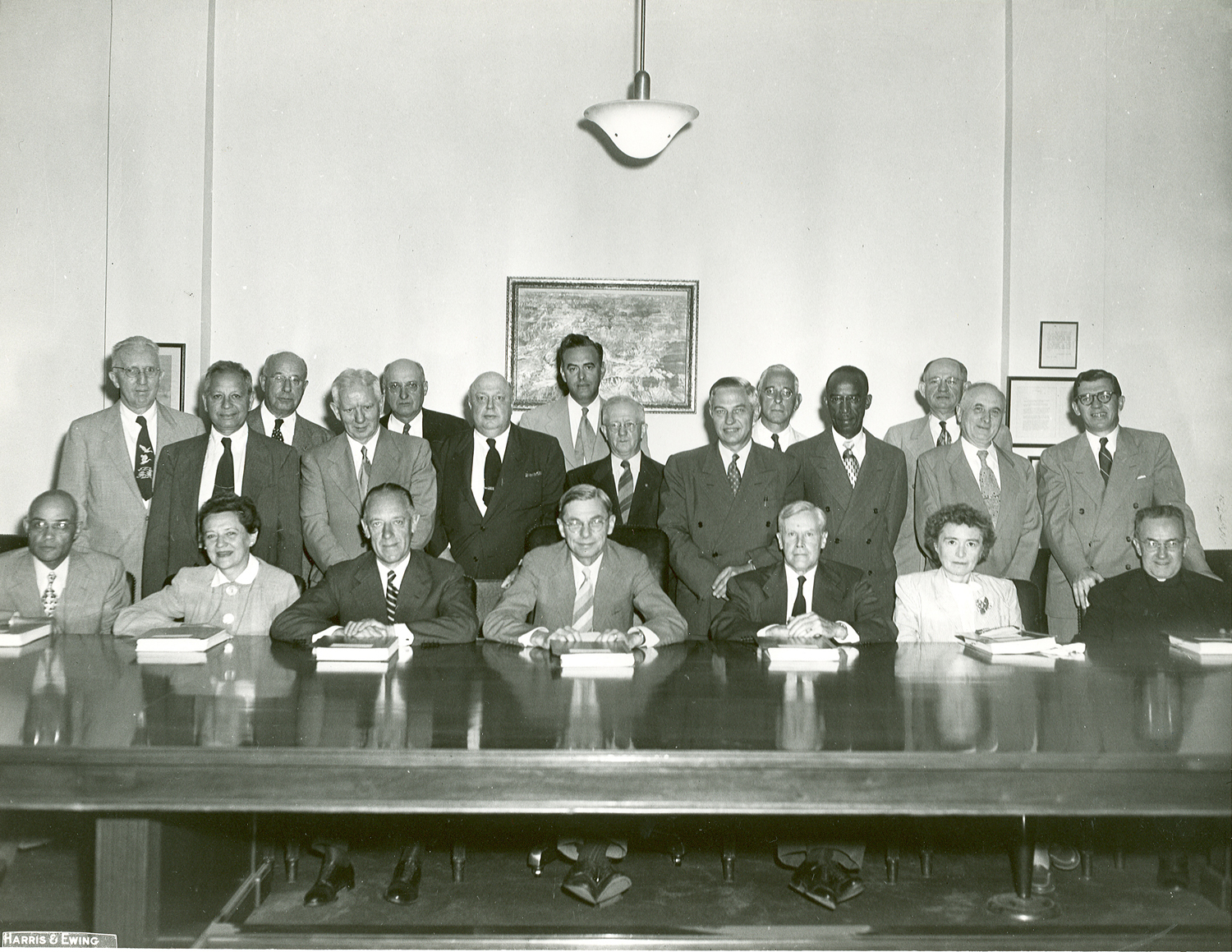
Sophie Bledsoe Aberle y Gerty Cori, junto a otros miembros del National Science Board,1951

Aunque comenzó su carrera con un período de cuatro años como profesora en Yale, Aberle pasó la mayor parte de su carrera trabajando en áreas de los nativos americanos. Fue empleada por la Bureau of Indian Affairs de 1935 a 1944, luego tuvo un cargo en el Consejo Nacional de Investigación hasta 1949, y de 1949 a 1954 en la Universidad de Nuevo México. En 1948, se publicó su primer libro importante, que colocó a Aberle como una fuerte defensora de los derechos de las tierras del pueblo.
Ella y Gerty Cori fueron las primeras mujeres nombradas para el Consejo Nacional de Ciencias por el presidente Harry S. Truman en 1951. Aberle siguió siendo miembro hasta 1957. Trabajó para el Hospital Indio del Condado de Bernalillo como jefa de nutrición hasta 1966, cuando regresó a la Universidad de Nuevo México como profesora de psiquiatría, cargo que mantuvo hasta su jubilación en 1970.

## Servicio profesional
Aberle pasó gran parte de su carrera trabajando en comités para la asignación de tierras y de la salud. Fue miembro del comité de la cuenca de drenaje del alto Río Grande, el comité de salud del All Indian Pueblo Council, el Comité de nutrición de Nuevo México, la Conferencia de la Casa Blanca sobre niños en democracia, el Comité de mortalidad materno-infantil, Planificación familiar, y fue la presidenta de la junta directiva de la Escuela de entrenamiento del Campo del Suroeste para el Servicio Ffederal y la Comisión de derechos, libertades y responsabilidades de los indios americanos.

## Asociación profesional
- Asociación Americana para el Avance de la Ciencia
- Asociación Americana de Antropología
- Asociación Médica Americana

## Obras
- The Pueblo Indians of New Mexico, Their Land, Economy and Civil Organization
- The Indian: America's Unfinished Business